# ترافيس سيمس
ترافيس سيمس (بالإنجليزية: Travis Simms)‏ مواليد 1 مايو 1971 في كونيتيكت، هو ملاكم أمريكي يصنف ضمن فئة الوزن المتوسط.

## إحصائيات
خاض خلال مسيرته 28 نزالا، فاز في 27 ولم يتعادل وخسر في 1. فاز بالضربة القاضية في 24 نزالا.

## روابط خارجية
- ترافيس سيمس على موقع بوكس ريك (الإنجليزية) (registration required)